# Synema fuscomandibulatum
Synema fuscomandibulatum là một loài nhện trong họ Thomisidae.
Loài này thuộc chi Synema. Synema fuscomandibulatum được Alexander Petrunkevitch miêu tả năm 1925.